# Vespula arisana
Vespula arisana är en getingart som först beskrevs av Jinhaku Sonan 1929.  Vespula arisana ingår i släktet jordgetingar, och familjen getingar. Inga underarter finns listade i Catalogue of Life.